# Flugplatz Punitz-Güssing

i7
i11
i13
Der Flugplatz Punitz-Güssing, (ICAO-Code: LOGG) auch Flugplatz Punitz genannt, liegt im Norden der Ortschaft Punitz in der Gemeinde Tobaj im Bezirk Güssing im südlichen Burgenland. Eigentümer und Betreiber des Flugplatzes ist der Sportfliegerclub USFC-Punitz.

## Anlage
Die Piste hat eine Länge von 800 m mit 18 m Breite und ist für Flugzeuge bis 6700 kg zugelassen. Genehmigt sind Motorflugzeuge, Helikopter, Motorsegler, Segelflugzeuge, Ultraleichtflugzeuge und Ballone.  

## Nutzungen
Der Flugplatz wird auch für Fallschirm- und Segelflugbetrieb genutzt und beherbergt eine Flugzeugwerft, ein Flugtaxiservice auch für Rundflüge, Flugzeugcharter und Flugschulen für Motor- und Segelflug (USFC Punitz und Punitz Flug).

## Ereignisse
- Am 31. Dezember 2019 stürzte ein Helikopter bei der Landung um und wurde stark beschädigt. Beide Insassen wurden nur leicht verletzt.

## Fotogalerie

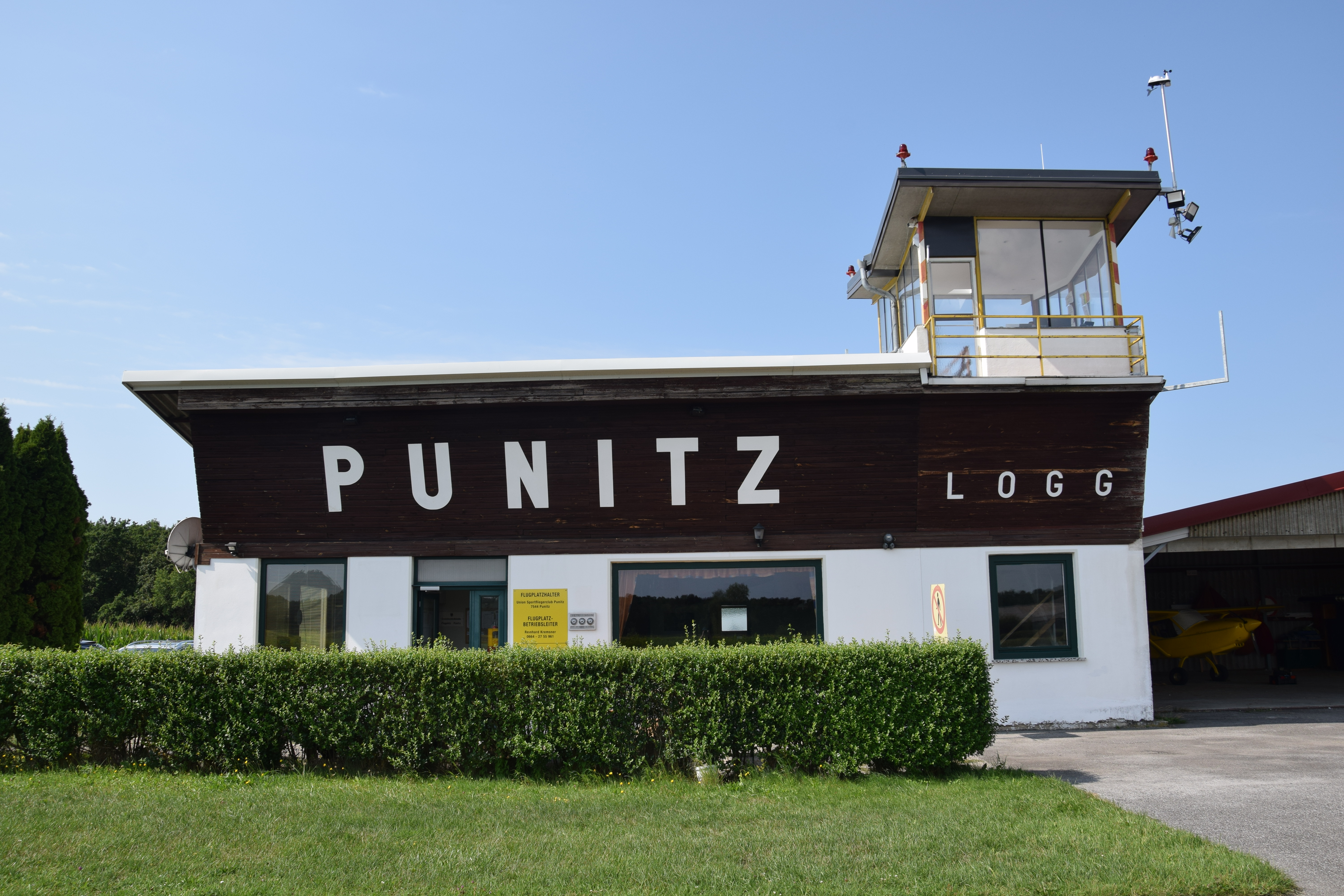
Tower
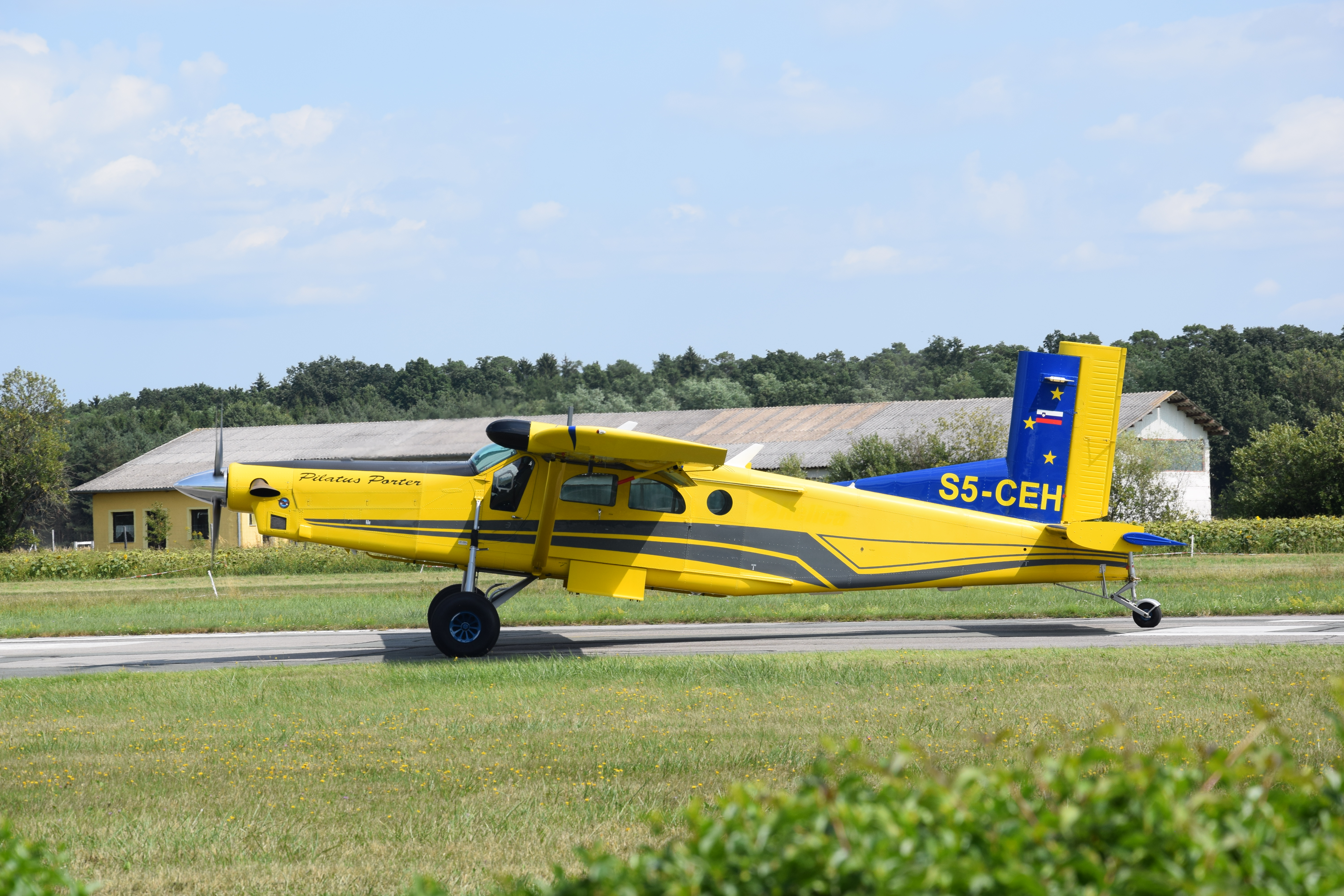
Pilatus PC-6, die für das Absetzen von Fallschirmspringern genutzt wird
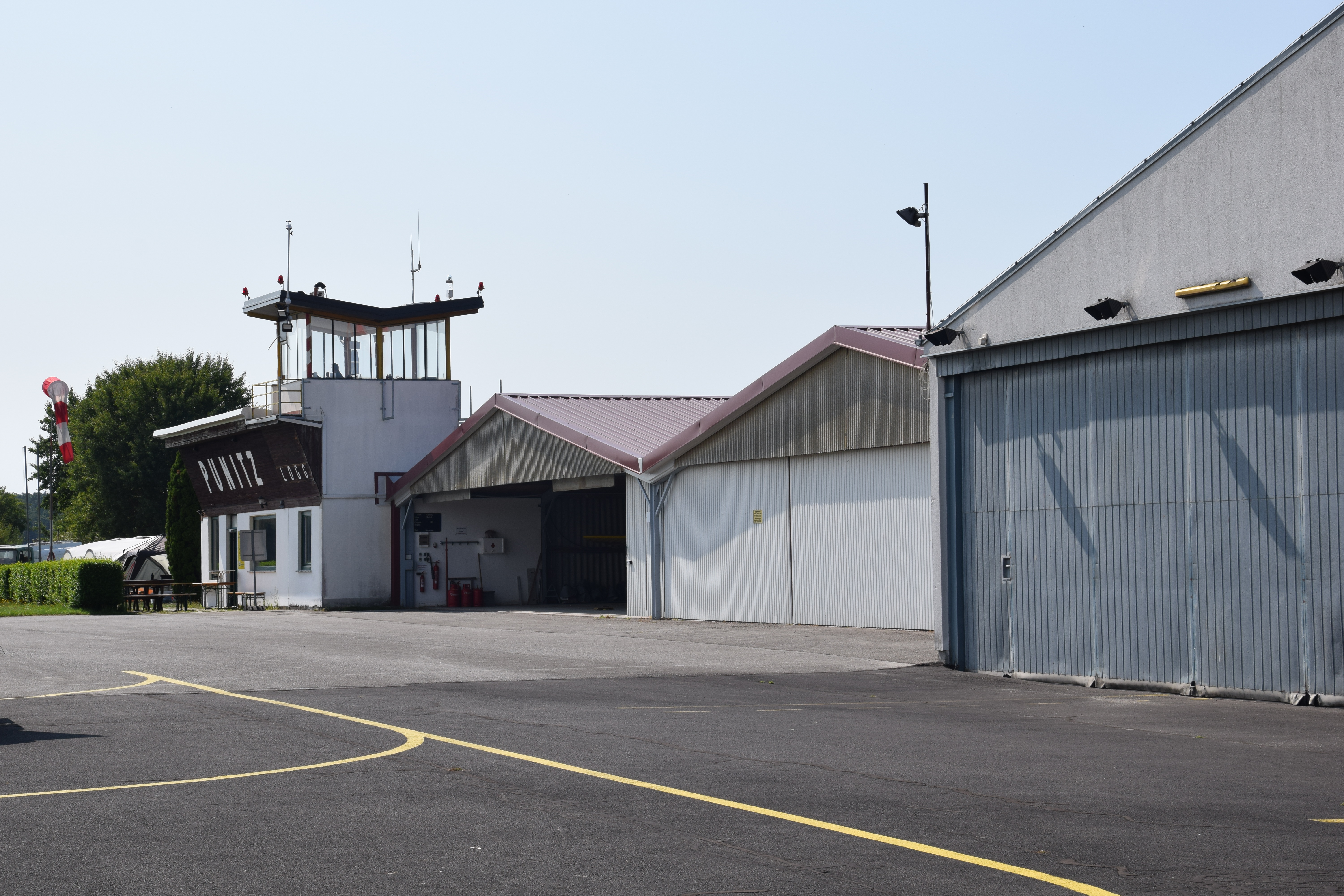
Tower und Hangars
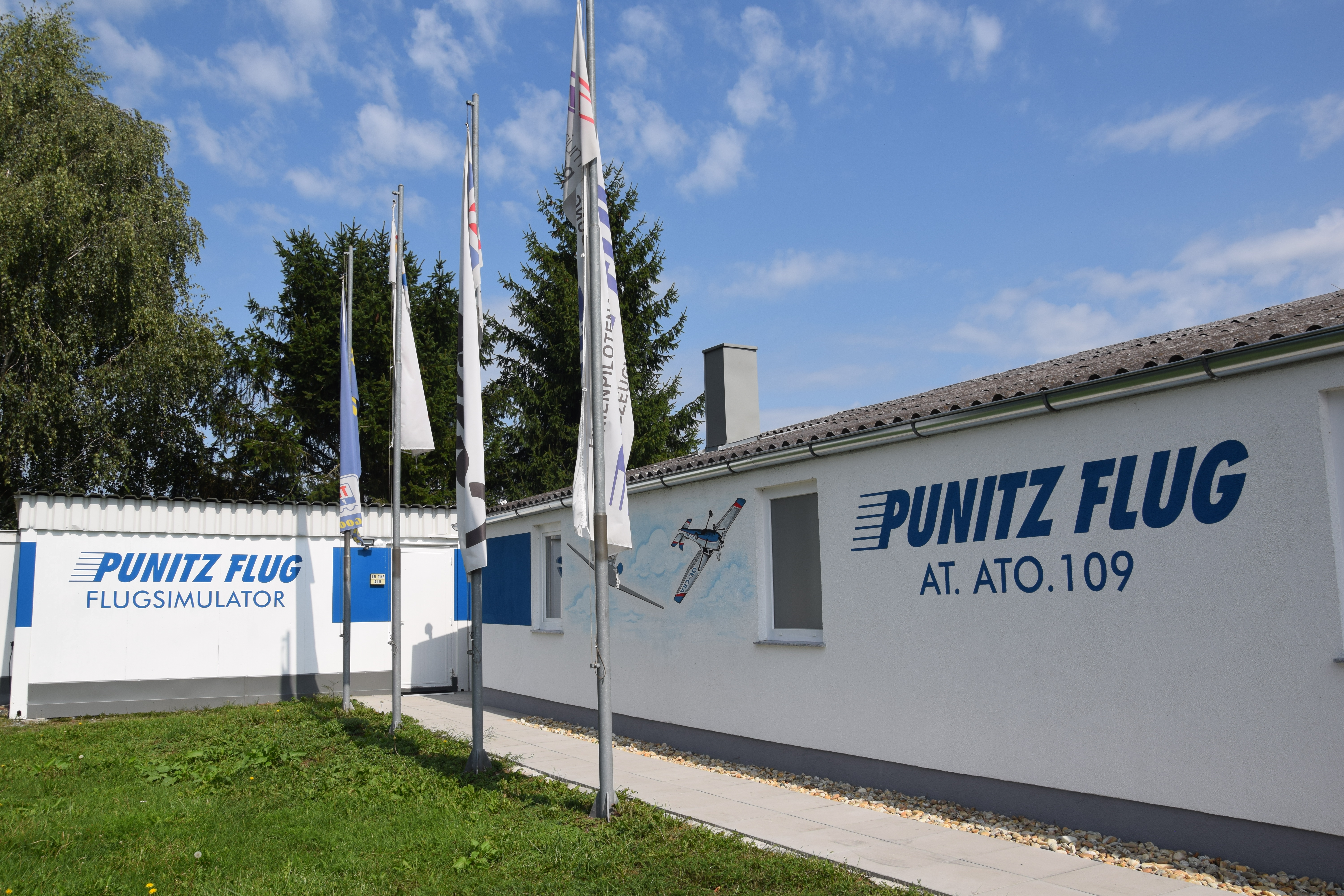
Flugsimulator und Funktionsgebäude
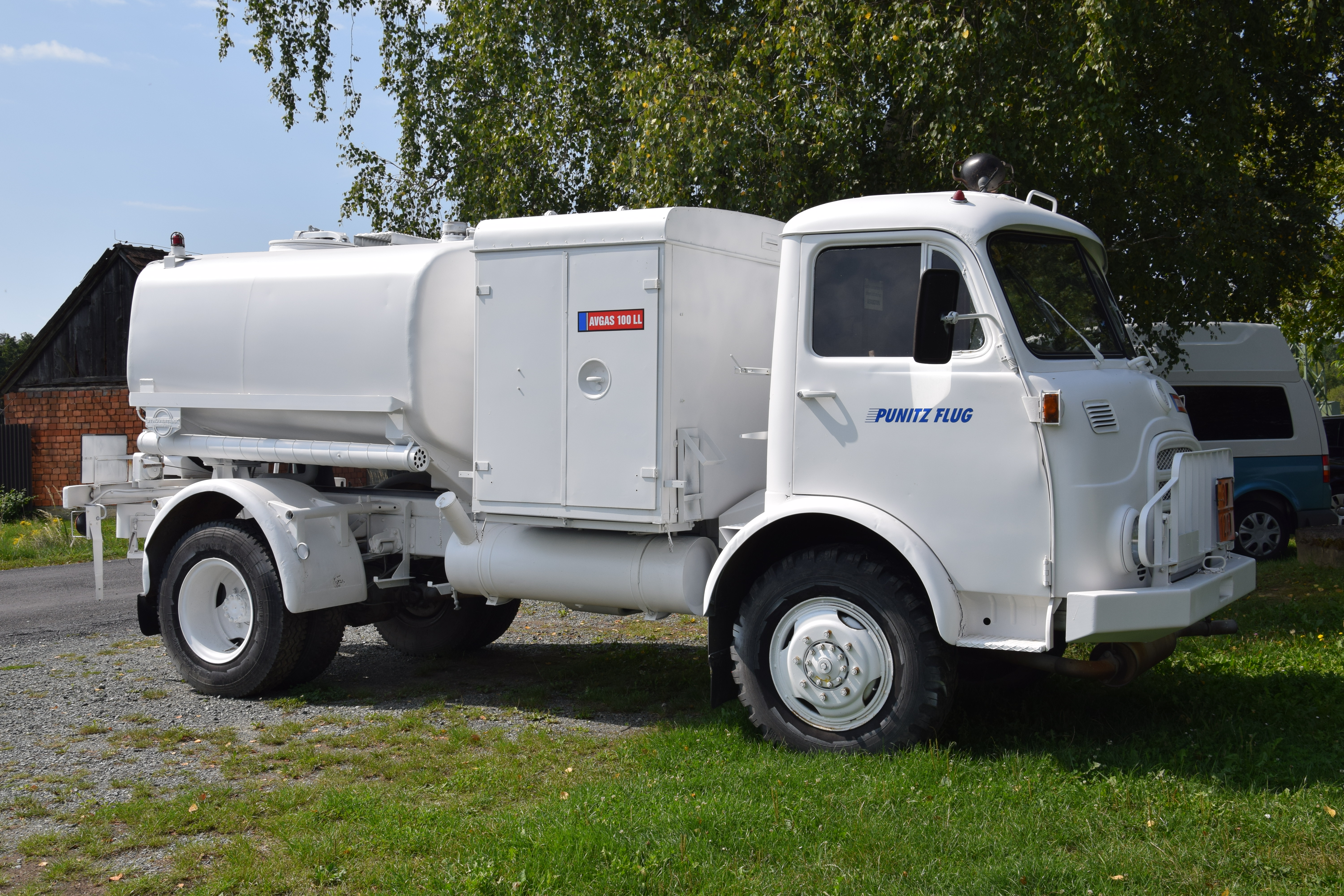
Steyr 680M, der als Tankfahrzeug genutzt wird
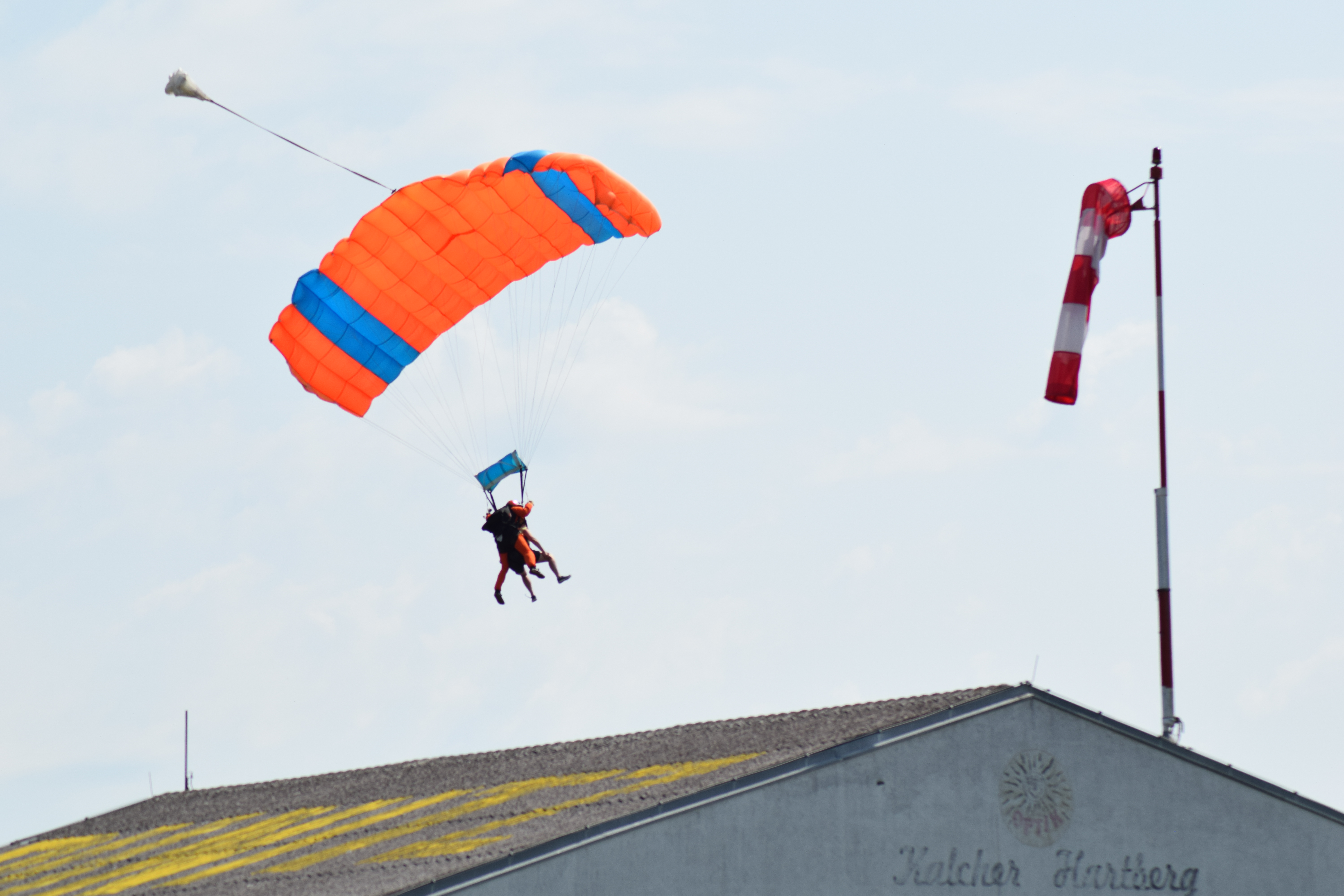
Verschiedene Anbieter bieten auf dem Flugplatz Tandemfallschirmsprünge an
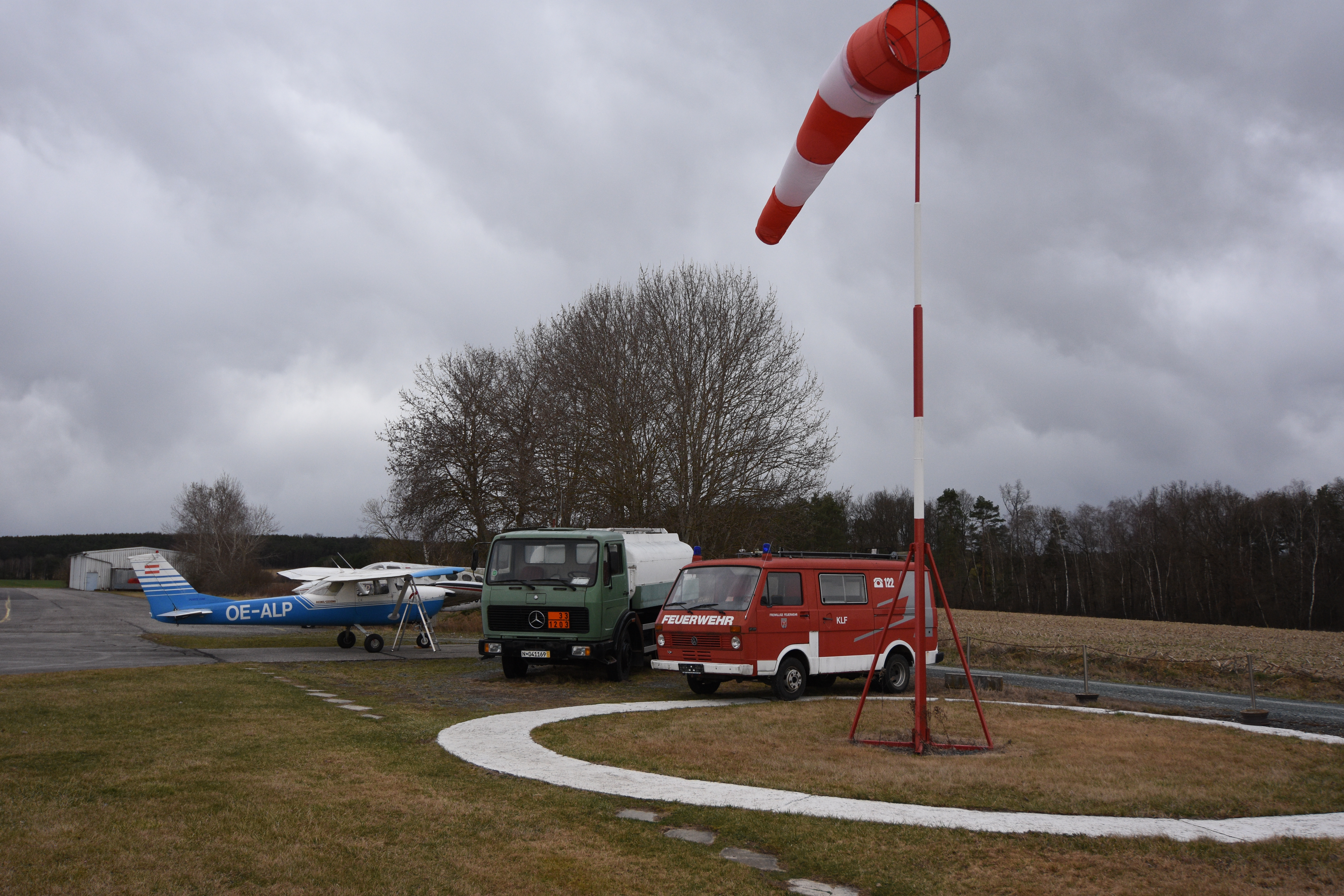
Abstellbereich für Flugzeuge